# 有機鹵化物
有機鹵化物（Organic halide）是指有一個或多個碳原子和鹵素（氟、氯、溴、碘等17族的元素）形成共價鍵的有機化合物，產生的分別稱為有机氟化物、有机氯化物、有机溴化物、有机碘化物。其中最常見的是有机氯化物，鹵代烴（Halocarbon）是指只有碳、氫和鹵素形成的有機鹵化物。
許多合成的有機化合物（例如塑膠聚合物）含有碳和鹵素的共價鍵。在工業上最常見到的是有机氯化物，而其他的有機鹵化物也常用在化學合成中。一般而言生物不會產生有機鹵化物，只有非常少數的例外，不過許多的藥物是有機鹵化物，例如治療憂鬱症的氟西汀（商品名稱為百憂解）就含有三氟甲基，也有許多對人體有影響的污染物也是有機鹵化物，例如多氯聯苯及四氯雙苯環戴奧辛。

## 化合物分類

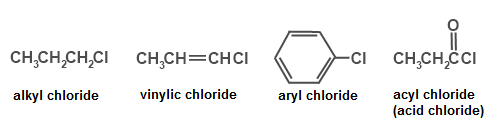
一些有機鹵化物

有機鹵化物一般會用類似化學結構，且由氫原子代替鹵素原子的有機化合物來分類。可以分為以下幾類：
- 卤代烷烃：碳原子之間都用單鏈連結的化合物。
- 乙烯基鹵化物（英语：haloalkene）：碳原子之間有一個或多個雙鏈連結的化合物。
- 卤代芳烃：碳原子之間有形成環狀結構，且有離域pi鍵的化合物。

有機鹵化物中的鹵素常稱為是取代基，可以視為是這些原子取代了氫原子。不過許多有機鹵化物的製備過程沒有直接用鹵素原子取代有機化合物中的氫原子。

## 歷史及來源
有些微生物會產生大量的有機鹵化物。像每年由海洋生物產生的溴甲烷估計可達上百萬噸。不過日常生活接觸到的有機鹵化物（像是溶劑、藥物、塑膠）都是人造的。有機鹵化物是在1800年代初期開始合成。後來發現這類物質在溶劑以及麻醉劑上的應用，產量才開始增加。隨著塑膠以及合成彈性體的開發，也就需要製造更大量的有機鹵化物。藥物中有不少是機鹵化物。

### 自然界的有機鹵化物
自然產生的有機鹵化物中，有大部份（像多氯双苯并对二𫫇英）是因為森林大火以及火山作用所造成。主要來源中的第三名是海藻，製造許多氯甲烷、氯乙烷等化合物。目前已知有上千種複雜的有機鹵化物主要是由海洋生物產生。自然界所發現的有機鹵化物中，主要是有機氯化物，不過也有有機溴化物、有機碘化物及有機氟化物。骨螺紫是由骨螺科產生的有機溴化物。甲狀腺素是由甲狀腺分泌的有機碘化物。劇毒的氟乙酸是少數自然界產生的有機氟化物，是由特定的植物所產生。

## 用途
第一個販售的有機鹵化物是骨螺紫，是由染料骨螺產生的天然有機溴化物。
有機鹵化物常用作溶劑、殺蟲劑、冷媒、防火的油類、彈性體、黏合劑及密封劑的成份、絕緣塗層、塑化劑以及塑膠。許多有機鹵化物在產業上已有特殊的用途，例如三氯蔗糖就是甜味劑。
在嚴格管控有機鹵化物之前，大眾常接觸到有機鹵化物的來源是塗料及洗滌劑（像是1,1,1-三氯乙烷及四氯化碳）、殺蟲劑（像是1,2-二溴乙烷）、及冷媒（像是R-22）。目前有機鹵化物仍用在工業清洗（像二氯甲烷）或是冷媒（像R-134a）。
有機鹵化物也曾用作溶劑，像是乾洗常用的四氯乙烯，以及三氯乙烯。其他的乙烯基鹵化物也是塑膠的化學組成成份之一，例如聚氯乙烯及聚四氟乙烯。
鹵代芳烴包括曾用在功率變壓器以及電容器裡的多氯聯苯（PCB），以及曾用在電氣絕緣的多氯化萘（PCN）、以及可以用作消毒劑及殺蟲劑的氯苯及其衍生物滴滴涕，可以做除草劑的2,4-二氯苯氧乙酸等。
有些有機鹵化物（包括鹵化的有機酸，例如氯乙酸）是高度反應性的物質，除了用在化學製程上，很少會有其他的應用。有機鹵化物的廣為使用主要是因為這些物質比其他的物質穩定，不容易被酸或是鹼腐蝕，不會迅速燃燒，不會受到細菌或黴菌的影響，也不會因為日光曝晒而破壞。

## 危害
有機鹵化物的穩定性容易讓人們相信這些物質是無害的，不過在1920年代中期，有醫師指出，從事多氯化萘製造的工人罹患氯痤瘡，在1930年末期，已發現有接觸多氯化萘的工人有可能死於肝病，而DDT會殺死蚊子及其他昆蟲。1950年代時，已有多起有關工作環境危害的記錄以及調查。例如，美國海軍在1956年測試了含有多氯聯苯的液壓油，發現動物皮膚接觸後造成嚴重的肝病，因此拒絕使用此一物質，表示：「此物質毒性太高，無法在潛水艇中使用。」

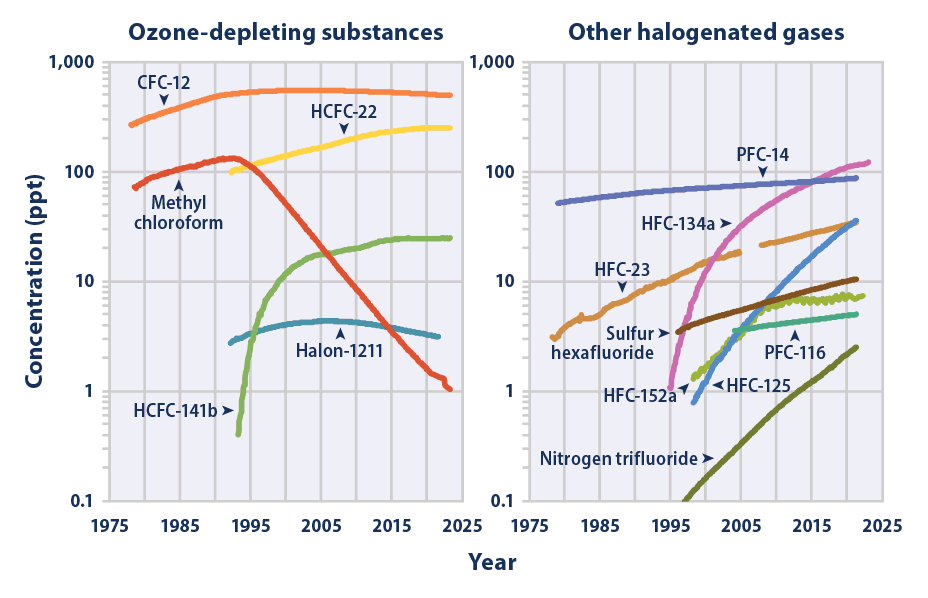
從1978年至2015年，幾種有機鹵化物在大氣中濃度的變化

1962年時，美國生物學家雷切尔·卡森的書讓大眾注意環境污染的議題，書中最早著重的是DDT以及其他的殺蟲劑（其中有些也是有機鹵化物）。瑞典化學家Soren Jensen在1966年指出，在北極及副北極地區的魚和鳥類體內有殘留PCB，大眾對環境污染的議題更加關注。墨西哥化學家马里奥·莫利纳和美國化學家弗兰克·舍伍德·罗兰在1974年預測常用的有機鹵化物冷媒，氯氟烃（CFC）會集中在大氧層的較高處，而且會破壞可以保護地球的臭氧層。幾年後就在南極洲的上空發現臭氧層的破洞，許多國家因此而有管制製造及使用氯氟烃的法令。2007年的政府间气候变化专门委员会第四次评估报告指出有機鹵化物是造成全球暖化的直接原因。
自從1970年代起，開始討論三氯乙烯以及其他常用於工業清洗的有機鹵化物溶劑，對健康的潛在危害，此一議題討論了很多，是目前仍無定論的爭議性問題。後來在2006年起討論的是全氟辛酸（PFOA）對健康及環境的影響，全氟辛酸是最常見鐵氟龍製程的原料，也是布料、鍋具或是食品包裝的保護層。以往認為許多的有機鹵化物是最不會產生反應的物質，但也可能會造成危害。
有機鹵化物就算本身不會造成危害，也有可能會有廢棄物管理的相關問題。有機鹵化物在自然環境下不容易分解，因此容易累積在生物體內。有機鹵化物的焚烧會產生許多的副產物，像是腐蝕性的鹽酸及氫氟酸，以及鹵化的对二𫫇英或是呋喃等毒性物質。脫硫桿菌有生物分解有機鹵化物的潛力，目前有研究者正在進行相關的研究。

## 書目
- Anderson v. Grace, , Massachusetts, USA, 1986, settled between the parties, reviewed in Harr, J., Ed.; Asher, M., Ed., , Minneapolis, MN, USA: Sagebrush Education Resources, 1996
- Carson, R., , Boston, MA, USA: Houghton Mifflin, 1962
- Flinn, F.B.; Jarvik, N.E., , Proceedings of the Society for Experimental Biology and Medicine, 1936, 35: 118–120, S2CID 87157158, doi:10.3181/00379727-35-8879p
- Jensen, S., , New Scientist, 1966, 32: 612
- Molina, M.J.; Rowland, F.S., , Nature, 1974, 249 (5460): 810–812, Bibcode:1974Natur.249..810M, S2CID 32914300, doi:10.1038/249810a0
- Müller, P.H.,  (PDF), Nobel Lecture, 1948  [2023-11-27], （原始内容存档 (PDF)于2008-07-09）
- Owens v. Monsanto,  (PDF), Alabama, USA, 2001  [2023-11-27], （原始内容 (PDF)存档于2006-09-28）, cited in Chemical Industry Archives, Anniston Case 的存檔，存档日期2005-07-18., by Environmental Working Group, Washington, DC, 2002
- Scott, C.S., Ed.; Cogliano, V.J., Ed., , Environmental Health Perspectives, 2000, 108 (S2): 159–60, PMC 1637768 , PMID 10928830, doi:10.1289/ehp.00108s2159, （原始内容存档于2006-02-19）
- Teleky, L., , Klinische Wochenschrift (Berlin: Springer), 1927,, Jahrgänge 6: 845, S2CID 30035538, doi:10.1007/BF01728520
- U.S. National Academies of Science, Current Projects System, , 2004  [2023-11-27], （原始内容存档于2022-03-04）
- United States, Environmental Protection Agency, , 2004  [2023-11-27], （原始内容存档于2015-09-07）
- United States, Environmental Protection Agency, , 2010  [2023-11-27], （原始内容存档于2015-09-23）

## 外部連結
- 维基共享资源上的相關多媒體資源：有機鹵化物